# Valódi levelű növények
A valódi levelű növények vagy egyszerűen valódi levelűek (Euphyllophyta) a növényvilág (Plantae) egyik nagy csoportja, a szövetes növényeken (Tracheophyta) belül. Közös sajátosságuk a levél (phyllum) kialakulása, amely még nem jellemző a zöldmoszatokra (Chlorophyta), mohákra és korpafüvekre (Lycopodiophyta). Ez utóbbi törzs mikrofilluma nem homológ a valódi levelűek levelével, tehát nem is tekinthető morfológiai értelemben levélnek, hanem a szár apró kinövéseinek, és nem az ősharasztok (Rhyniopsida) telómáinak ellaposodásával keletkeztek, mint a páfrányok (Pteropsida) esetében. A zsurlók (Equisetopsida) mikrofilluma ténylegesen levél, a valódi páfránylevél egyszerűsödésével, redukciójával alakult ki (a zsurlók erősen specializált páfrányok, melyek a kladogramon a marattiapáfrányok testvércsoportjaként jelentkeznek). A szövetes vagy edényes növények (Cormophyta, Tracheophyta) két fő evolúciós ága tehát a korpafűfélék és az Euphyllophyta, melyek már korán, a devon időszak kezdetén elváltak egymástól. A két csoport genetikailag is jól elkülönül. A valódi levelűek kloroplasztiszának DNS-ében egy 30 ezer bázispár hosszúságú szakasz kiszakadt, majd megfordítva visszaépült a genomba. Egy ilyen kis valószínűségű történés bizonyítja, hogy az Euphyllophyta egyértelműen monofiletikus csoport.